# Milev Zdravko
Zdravko Milev foi um jogador de xadrez da Bulgária, com diversas participações nas Olimpíadas de xadrez. Milev participou das edições de 1954, 1956, 1958, 1960, 1962 e 1964. Individualmente, conquistou as medalhas de bronze (1956) no segundo tabuleiro reserva e prata (1964) no primeiro tabuleiro reserva.